# Schwedische Badmintonmeisterschaft 1958
Die Schwedische Badmintonmeisterschaft 1958 fand in Stockholm statt. Es war die 22. Austragung der nationalen Titelkämpfe im Badminton in Schweden.

## Titelträger
| Disziplin    | Sieger                                           |
| ------------ | ------------------------------------------------ |
| Herreneinzel | Bertil Glans Halmstads BMK                       |
| Dameneinzel  | Berit Olsson BMK Aura                            |
| Herrendoppel | Bo Nilsson Göran Wahlqvist MAI BK Smash          |
| Damendoppel  | Ingrid Dahlberg Berit Olsson SBK BMK Aura        |
| Mixed        | Bertil Glans Berit Olsson Halmstads BMK BMK Aura |